# Märta Afzelius
Märta Afzelius, född 14 maj 1887 i Stockholm, död 30 juni 1961 i Stockholm, var en svensk textilkonstnär och målare. Som skicklig mönsterritare var hon en av nyskaparna inom den kyrkliga textilkonsten.
Hon intresserade sig mest för textilkonst och använde sig gärna av religiösa motiv, men arbetade även i andra tekniker, till exempel målning med olja, tempera och täckande vattenfärg. Vidare har hon gjort etsningar med norrländska motiv.

## Biografi
Märta Afzelius var dotter till Ivar Afzelius och Anna Richert. Fadern var hovrättspresident och riksdagens talman. Märta Afzelius utbildades vid Kungliga Konsthögskolan 1911–1914 och gjorde därefter studieresor till Italien och Island. Hennes måleri präglades av en viss naivism och dekorativ förenkling. Den dekorativa läggningen passade väl för en karriär inom den textila konsten. Under sitt yrkesverksamma liv komponerade hon bland annat kartonger till textila verk hos Elsa Gullbergs Textil och Inredningar AB åren 1928–1939, hos AB Licium åren 1941–1952 och därefter hos Alice Lund Textilier AB.
Bland Märta Afzelius första uppdrag hos Elsa Gullberg var uppgiften att komponera flossamattor till Svenska Amerikalinjens passagerarfartyg Kungsholm. Hon komponerade flera mattor, däribland en matta i kinesisk stil som väckte stor uppmärksamhet, inte minst på grund av sin storlek. En större matta hade inte vävts i Sverige tidigare. Märta Afzelius bidrog också till förändring och förnyelse av mönstren i duktyg av damast. År 1932 ritade hon ett flertal mönster, som Svensk Flora och Gårdarna med både flygplan och bilar, som vävdes av Almedahl-Dalsjöfors AB. Hon ritade även mönster till tryckta tyger, exempelvis Skogen, som visades på världsutställningen i New York 1939. Märta Afzelius komponerade också broderier till stilmöbler i rokoko och gustaviansk stil, och draperier, med motiv ur de antika gudasagorna. Broderiet Odysseus återkomst visades på Stockholmsutställningen 1930. Vid samma utställning, på avdelningen för kyrklig konst, visades den röllakansvävda altartavlan Korsfästelsen, som komponerats av Märta Afzelius. Den målade kartongen med sina stiliserade former väckte uppmärksamhet, eftersom den bildmässigt bröt med den kyrkliga konsttraditionen, och Märta Afzelius fick vid utställningen sitt genombrott som kyrklig formgivare. Den norske konstnären Henrik Sørensen såg hennes altartavla och blev förtjust i dess form, färger och allvar. År 1935 fick hon därför uppdraget att utforma en triptyk att placeras i koromgången bakom hans altarmålningar i Linköpings domkyrka. Det blev Märta Afzelius största vävnad, benämnd Skapelsen, och därtill hennes mest kända. Vävnadens komposition är stramt uppbyggd med stiliserade växter och djur i klara färger. Både altaret och triptyken förekommer i Karin Boyes dikt ”Linköpings domkyrka” som ingår i samlingen De sju dödssynderna.
Det var intresset för den kyrkliga konsten som fick Märta Afzelius att arbeta för Licium, en ateljé för kyrklig och heraldisk konst. Hennes mästerverk var den rikt broderade biskopskåpa som skapades i samband med att Stockholms stift inrättades 1942. Licium utförde ett flertal biskopskåpor efter hennes skisser, bland annat till Karlstads och Linköpings stift. Hon komponerade även textilier för andra kyrkliga ändamål, som mässhakar, antependier samt vävda och tryckta draperier med bibliska motiv. Ett flertal kyrkor pryddes med verk av Märta Afzelius, exempelvis Skara domkyrka 1949 och St. Olai i Norrköping 1950.
Märta Afzelius var också en av de konstnärer som ritade nya mönster till vadstenaspetsar. Modernisering av vadstenaspetsarna, både till utseende och till användningsområde, hade initierats av systern Ellen Tiselius, landshövdingefru i Linköping. Som målare skapade Märta Afzelius berättande bilder, som temperamålningen "Flykten från verkligheten", 1940, och dramatiska gouacher inspirerade av Armasjärviolyckan och finska vinterkriget. Hennes vanligaste motiv var blommor och landskap. Märta Afzelius var också verksam som illustratör och tecknare. Hon gjorde illustrationer till vinjetter i böcker, till telegram och skolplanscher, till exempel "Det heliga landet", 1947, och hennes teckningar köptes bland annat in till kung Gustav VI Adolfs samling.
Märta Afzelius deltog i många utställningar både i Sverige och utomlands. Separat ställde hon ut i Linköping och Norrköping 1941, på Färg och form 1946 och på Konstnärshuset 1951, båda i Stockholm, och på Malmö museum 1947. För sin konstnärliga verksamhet erhöll hon den kungliga medaljen Litteris et Artibus 1941. Afzelius är representerad vid bland annat Nationalmuseum.

## Verk i urval
- Linköpings domkyrka, Östergötland: tre gobelänger på temat Skapelsen 1938
- Östergötlands länsmuseum, Linköping: målningen Flykten från verkligheten 1940
- Falköpings församlingshus: ridå med fyra medaljonger, var och en visande ett språk ur Psaltaren
- Flistads kyrka, Östergötland: ett grönt antependium och en kormatta, den senare vävd av Östergötlands hemslöjdsförening
- Fridhems kapell, Göteborg: vävnaden Om jag och vandrar i dödskuggans dal fruktar jag intet ont
- Nordiska museet i Stockholm: den broderade bonaden Odysseus hemfärd
- Bonad till dopaltaret i Jäders kyrka 1959
- Afzelius finns representerad vid Nationalmuseum[7] Kalmar Konstmuseum[8], Designarkivet[9], Moderna museet[10] och Norrköpings Konstmuseum[11].